# Titouan Pétard
Titouan Pétard (Vannes, 29 de octubre de 2001) es un deportista francés que compite en vela en la clase Nacra 17. Ganó una medalla de bronce en el Campeonato Europeo de Nacra 17 de 2021.

## Palmarés internacional
| \| Campeonato Europeo \| Campeonato Europeo \| Campeonato Europeo \| Campeonato Europeo \| \| Año \| Lugar \| Medalla \| Clase \| \| ------------------ \| ------------------ \| ------------------ \| ------------------ \| \| 2021 \| Salónica (Grecia) \| Medalla de bronce \| Nacra 17 \| |                   |                   |          |
| Campeonato Europeo |                   |                   |          |
| Año | Lugar             | Medalla           | Clase    |
| 2021 | Salónica (Grecia) | Medalla de bronce | Nacra 17 |